# Абаев, Виктор Борисович
Ви́ктор Бори́сович Аба́ев (род. 18 февраля 1947, Москва) — советский футболист, вратарь. Заслуженный тренер РСФСР.

## Карьера
Воспитанник ДЮСШ «Торпедо» (Москва). Выступал за дубль московского «Спартака», а также за команды «Шинник», «Искра» (Смоленск), «Ротор». В составе московского «Торпедо» в высшей лиге СССР сыграл один матч.
После завершения карьеры игрока работал детским тренером. Самым известным воспитанником является Игорь Колыванов. Позже на разных должностях работал в московской спортивной школе «Чертаново».

## Семья
Супруга — баскетболистка. Сын Илья Абаев (1981 г.р.) — также футбольный вратарь. Брат Александр Абаев (1942—2021) — футболист, нападающий.